# Cariré
Cariré este un oraș în statul Ceará (CE) din Brazilia.